# Counter-Strike: Source
Counter-Strike: Source (сокращается до CS: Source и CS:S) — компьютерная игра в жанре многопользовательского командного шутера от первого лица, разработанная компаниями Valve и Turtle Rock Studios; ремейк Counter-Strike, модификации 1999 года для игры Half-Life. Построенная на игровом движке Source, игра была выпущена в 2004 году изначально в комплекте с Half-Life 2, однако позже появились и отдельные её издания.

## Игровой процесс

Одна из карт игры (cs_compound).

Как и в оригинальной версии игры, в Counter-Strike: Source друг другу противостоят команда контр-террористов (CT, спецназа) и команда террористов (T) в серии раундов.
Каждый раунд выигрывается посредством выполнения определённой миссии, такой как подрыв бомбы или спасение заложников, либо после уничтожения всех членов вражеской команды.
Игровой процесс аналогичен таковому в Counter-Strike. Большинство видов оружия также идентично Counter-Strike за исключением щита, который был доступен только контр-террористам.

### Типы игры
Все карты игры в начале названия содержат буквенный индекс, обозначающий их принадлежность к конкретному типу игры:
- Hostage Rescue («Спасение заложников»)

Целью игры является вывод заложников (для CT) и их удерживание (для T) либо полное уничтожение врага. CT выигрывают, если до окончания времени раунда успеют довести всех заложников до зоны спасения, а если будут выведены не все — победят террористы. При спасении заложника всем игрокам передаётся голосовое сообщение Hostage has been rescued, а при спасении всех заложников выводится соответствующее сообщение на экран. Чтобы заставить следовать заложника за собой, игрок CT должен нажать Use, находясь рядом с заложником (при этом слова, произносимые заложниками, хорошо слышны на большом расстоянии). Чтобы заложник перестал следовать за CT, игрок должен снова нажать Use. В отличие от террористов игрок CT может толкать заложников, если те блокируют его. Если заложник отстал, к нему нужно заново подойти и нажать Use. При нахождении в зоне спасения у игроков CT слева появляется значок зоны эвакуации.
- Bomb defusal («Заминировать/Обезвредить»)

На данный момент карты только этого сценария используются на всех крупных чемпионатах в силу большего дисбаланса сторон на картах иных сценариев.
Задачей для команды террористов является подрыв бомбы в определённом месте, которых на сбалансированных картах обычно два. Бомбу несёт один из игроков команды (bomber), но может её скинуть как обычное оружие. У игрока, несущего бомбу, она отображается на спине, а наличие бомбы отображается слева на экране соответствующим значком. В момент закладки всем игрокам обеих команд передаётся сообщение The bomb has been planted. У CT есть возможность сократить время разминирования бомбы, купив набор сапёра, с которым оно составляет 5 секунд (без него — 10 секунд). Время закладки бомбы составляет всего 3 секунды.

### Карты
Все классические карты из оригинальной игры были воссозданы заново с учётом новых возможностей игрового движка: повышена детализация за счёт более проработанных текстур и моделей. В первой версии игры число карт было невелико, но позже разработчики добавили с помощью системы Steam новые карты, расширяя возможности игры.
В игре используются ремейки старых карт, а также несколько новых, созданных разработчиками специально для Source-версии. Существует 18 стандартных карт: 12 карт с закладкой бомбы и 6 карт с захватом заложников.
Дополнительные карты также производятся поклонниками игры. За период существования игры было создано более 28000 пользовательских карт. Существуют и глобальные модификации на основе Counter-Strike: Source, изменяющие стилистику игры и правила боя.

## Разработка и поддержка
Основной идеей разработчиков был перенос оригинальной игры Counter-Strike на новый игровой движок, не задевая игровую механику оригинала. Были переработаны хитбоксы, улучшен сетевой код и исправлены некоторые баги. Помимо этого, было увеличено вдвое (до 64) максимально допустимое количество игроков на сервере.
В игре используются более чёткие текстуры, в среднем размере 512×512 пикселей (вместо 128×128 в оригинале), а также улучшенные трёхмерные модели. Широко используются возможности движка, связанные с зеркальными отражениями — например, у оружия с оптическим прицелом можно видеть окружающую обстановку (но не модели других игроков) сзади игрока на линзе прицела, когда оно не находится в приближённом состоянии.
Звуковые эффекты стали соответствуют акустическим условиям, введена поддержка колонок 5.1 и 7.1. Новые возможности движка помогли детализировать карты: появились валяющиеся на земле бутылки, пакеты или шины, на которые также действует физическая модель. Физика полёта гранат, взрывов, а также эффект от их поражения стали более реалистичными.

### Выпуск обновлений
Компания Valve с момента выпуска игры периодически выпускает обновления через систему Steam. Как правило, это небольшие исправления недоработок, но время от времени выходят и более крупные обновления с большими изменениями.
23 июня 2010 года вышло глобальное обновление, переводящее игру на более новую версию движка Source, добавляющее поддержку Mac OS X, т. н. «системы превосходства», новые экраны статистики и общей информации, новое отображение окончания раунда с интересными фактами об игроке, новую кинематографическую камеру смерти и 145 достижений.

## Отзывы и продажи
Летом 2018 года, благодаря уязвимости в защите Steam Web API, стало известно, что точное количество пользователей сервиса Steam, которые играли в игру хотя бы один раз, составляет 15 001 876 человек.